# Inga (Congo)
Inga is een plaats in de provincie Kongo Central in de Democratische Republiek Congo. Inga is gelegen op de rechteroever van de Congo, een veertigtal kilometer ten noordoosten van Matadi bij de Livingstonewatervallen. 
Inga maakt deel uit van het district Bas-Fleuve, een van de dertien districten in Kongo Central.
Ter hoogte van de plaats maakt de Congo een scherpe bocht en is er een verval van 15 meter op 15 kilometer. Het deel van de Livingstonewatervallen aan Inga wordt aangeduid als de watervallen van Inga die hun naam dus aan de plaats ontlenen. In die bocht schommelt de breedte van de rivier van meer dan 4 km tot slechts 260 m. Met een gemiddeld debiet van 42.476 m³/s is het misschien wel de grootste waterval ter wereld, hoewel de watervallen van Inga geen echte waterval zijn. Het maximale geregistreerde debiet ooit daar is 70.793 m³/s. Bij Inga werd de Ingadam aangelegd en zijn twee grote waterkrachtcentrales, genaamd Inga I en Inga II gevestigd. Er bestaan plannen voor bijkomende dammen op die plaats tussen de nederzetting en de rivier voor de centrale Inga III. Er zijn zelfs plannen voor de Grote Ingadam, waar een vierde nog grotere centrale zou kunnen geplaatst worden.
Inga heeft een eigen luchthaven met een landingsbaan.